# Overbeck-Preis für Bildende Kunst
Overbeck-Preis für Bildende Kunst ist ein deutscher Kunstpreis. Er soll Künstler fördern und dem Verständnis zeitgenössischer Kunst dienen.
Der Preis wurde 1988 gestiftet von dem Lübecker Verleger Charles Coleman († 31. Dezember 1991), dem Enkel des Gründers des Lübecker General-Anzeigers Charles Colemann (1852–1936) und dem Sohn des Verlegers Robert Coleman (1897–1982). Anlass war der 200. Geburtstag des Malers, Zeichners und Illustrators Friedrich Overbeck (1789–1869) sowie der 70. Jahrestag der Gründung der Overbeck-Gesellschaft.
Der Preis sollte alle drei Jahre als Hauptpreis (dotiert mit 10.000 DM) und als Förderpreis (dotiert mit 5.000 DM) vergeben werden. Nach dem Tod des Stifters Charles Coleman und dem Rückzug der Familie Coleman aus der Preisvergabe wurde die Gesellschaft zur Beförderung gemeinnütziger Tätigkeit als neuer Sponsor gewonnen, der Preis wurde Overbeck-Preis für Bildende Kunst der Gemeinnützigen genannt. Es wurde nur noch ein Preis vergeben, der mit 10.000 DM dotiert wurde (heute 5.000 Euro). Außerdem erhält der Preisträger eine Einzelausstellung im Overbeck-Pavillon in Lübeck.
Die Vergabe des Preises erfolgt ohne Bewerbung durch eine Jury, der ein Vertreter der Overbeck-Gesellschaft, ein Vorstandsmitglied der Gesellschaft zur Beförderung gemeinnütziger Tätigkeit sowie bis zu fünf weitere Personen (Kunstkritiker, Journalisten, Museumsleiter, Künstler) angehören.

## Preisträger
- 1989: Magdalena Jetelová, Thomas Hartmann
- 1992: Barbara Schmidt-Heins, Anders Widoff (Schweden)
- 1994: Kain Tapper (Finnland), Norbert Schwontkowski
- 1999: Stephen Craig
- 2002: Monica Bonvicini[1]
- 2005: Kerstin Kartscher (Deutschland)[2]

Jury: Marlies Behm, Overbeck-Gesellschaft; Christian Kroeger, Gemeinnützige; Thorsten Rodiek, Museumsdirektor; Susanne Titz, Museumsdirektorin; Susanne Leeb, Kritikerin; Ute Friederike Jürß, Künstlerin; Daniel Richter, Künstler
- 2008: Michael Borremans[3]

Jury: Marlies Behm, Overbeck-Gesellschaft; Christian Kroeger, Gemeinnützige; Thorsten Rodiek, Museumsdirektor; Yilmaz Dziewior, Kulturdirektor; Wolf Jahn, Kritiker; Anne Berning, Künstlerin und Hochschullehrerin; Ute Friederike Jürß, Künstlerin
- 2011: Shimabuku (Japan)[4]

Jury: Marlies Behm, Overbeck-Gesellschaft; Christian Kroeger, Gemeinnützige; Thorsten Rodiek, Museumsdirektor; Brigitte Kölle, Kuratorin; Frank Keil, Journalist; Haegue Yang, Künstlerin; Ute Friederike Jürß, Künstlerin
- 2015: Valentin Carron[5][6]

Jury: Oliver Zybok, Overbeck-Gesellschaft; Christian Kroeger, Gemeinnützige; Thorsten Rodiek, Museumsdirektor; Giovanni Carmine, Kunstdirektor; Ludwig Seyfarth, Kritiker; Almut Linde, Künstlerin
- 2020: Yngve Holen[7]

Jury: Oliver Zybok, Overbeck-Gesellschaft; Christian Kroeger, Gemeinnützige; Peter Kruska, Galeriedirektor; Bernd Schwarze, Pastor; Nicole Büsing, Kritiker; Heiko Klaas, Kritiker; Janine Gerber, Künstlerin
- 2023: Anna Uddenberg[8]